# Mirosława Sarna
Mirosława Sarna (* 8. června 1942) je bývalá polská atletka, mistryně Evropy ve skoku do dálky z roku 1969.

## Sportovní kariéra
Věnovala se sprintům, skoku dalekém a pětiboji. Na olympiádě v Mexiku v roce 1968 skončila v soutěži dálkařek pátá. Dvakrát se zúčastnila mistrovství Evropy – v roce 1966 obsadila 15. místo v pětiboji, o tři roky později v Athénách zvítězila v soutěži dálkařek ve svém osobním rekordu 649 cm. Vybojovala rovněž dvě bronzové medaile ve skoku dalekém na halových mistrovstvích Evropy – v roce 1970 a 1973.